# Maurice Norland
Maurice Norland (Francia, 30 de julio de 1901-18 de mayo de 1967) fue un atleta francés, especialista en la prueba de campo a través por equipo en la que llegó a ser medallista de bronce olímpico en 1924.

## Carrera deportiva
En los JJ. OO. de París 1924 ganó la medalla de bronce en el campo a través por equipo, logrando 20 puntos tras Finlandia (oro) y Estados Unidos (plata), siendo sus compañeros de equipo: Gaston Heuet y Henri Lauvaux.